# Каран (син на Филип II)
Вижте пояснителната страница за други личности с името Каран.
Каран Македонски (на старогръцки: Κάρανος) е принц от Древна Македония, син на македонския цар Филип II Македонски (382–336 г. пр. Хр.) и последната му съпруга от 337 г. пр. Хр., македонката Клеопатра Евридика (353–336 г. пр. Хр.), сестра на Хипострат и племенница на македонския диадох Атал. Той е роден брат на по-малката Европа и по-малък полубрат на Александър Велики.
Сестра му Европа е убитa още като бебе по нареждане на върналата се от изгнание Олимпия, а майка му Клеопатра трябвало да се обеси. Каран като вероятен престолонаследник е убит от полубрат му Александър Велики през 336 г. пр. Хр.